# Валя-Мерілор (Олт)
Валя-Мерілор (рум. Valea Merilor) — село у повіті Олт в Румунії. Адміністративно підпорядковане місту Поткоава.
Село розташоване на відстані 114 км на захід від Бухареста, 23 км на схід від Слатіни, 68 км на схід від Крайови.

## Населення
За даними перепису населення 2002 року у селі проживали 1213 осіб, усі — румуни. Усі жителі села рідною мовою назвали румунську.